# Fondation nationale pour la recherche d'Afrique du Sud
 (juin 2024).
Si vous disposez d'ouvrages ou d'articles de référence ou si vous connaissez des sites web de qualité traitant du thème abordé ici, merci de compléter l'article en donnant les références utiles à sa vérifiabilité et en les liant à la section « Notes et références ».

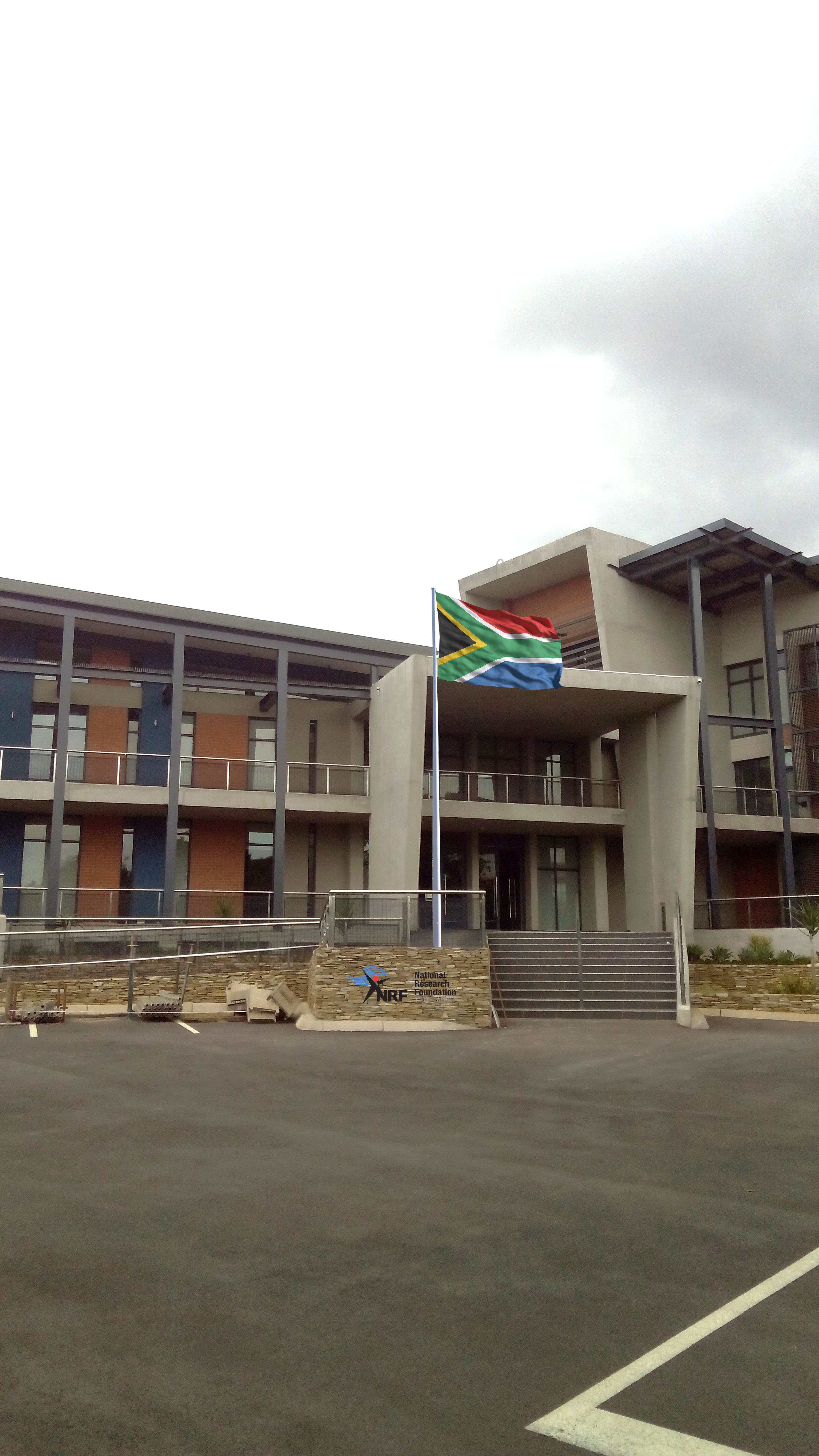
Bureau principal de la fondation, à Pretoria.

La Fondation nationale pour la recherche d'Afrique du Sud (en anglais National Research Foundation of South Africa, NRF) est l'agence intermédiaire entre les politiques et stratégies du Gouvernement de l'Afrique du Sud et les institutions de recherche sud-africaines. 
Elle a été créée le 1er avril 1999 comme organisme officiel indépendant en conformité avec la Loi sur la Fonds national pour la recherche. Le docteur Molapo Qhobela a été nommé directeur général de la Fondation nationale pour la recherche avec effet à partir du 1er janvier 2016. Le conseil de la NRF est présidé par le professeur Belinda Bozzolli.